# Hébécourt (Somma)
Hébécourt – miejscowość i gmina we Francji, w regionie Hauts-de-France, w departamencie Somma.
Według danych na rok 1990 gminę zamieszkiwało 388 osób, a gęstość zaludnienia wynosiła 77 osób/km² (wśród 2293 gmin Pikardii Hébécourt plasuje się na 619. miejscu pod względem liczby ludności, natomiast pod względem powierzchni na miejscu 870.).